# Madame d’Ora
Madame d’Ora (umělecké jméno od roku 1907) nebo Dora Philippine Kallmusová (nepřechýleně Kallmus; 20. března 1881, Vídeň - 30. října 1963, Frohnleiten) byla rakouská fotografka.

## Životopis
Madame d’Ora pocházela z židovské rodiny. Rodina jejího otce, vídeňského dvorního a soudního advokáta Dr. Philippa Kallmuse (1842-1918), pocházela z Prahy. Rodina matky Malvine Sonnenbergové (1853-1892) pocházela z Krapiny v Chorvatsku. Poté, co její matka v 39 letech zemřela, byly Madame d’Ora i její sestra Anna Malvina (1878-1941) vychovávány babičkou z otcovy strany. Mnozí příbuzní včetně sestry Anny byli zavražděni v době národního socialismu v koncentračních táborech.
V tehdejší době bylo pro ženu těžké stát se fotografkou. Madame d’Ora získala zkušenosti díky návštěvám v ateliéru společenského fotografa Hanse Makarta a získala jako první žena přístup do teoretických kurzů vídeňského grafického ústavu, nesměla se však účastnit praktických seminářů.

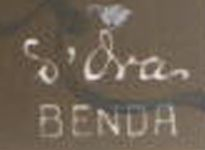
Signatura fotografie atelieru d’Ora

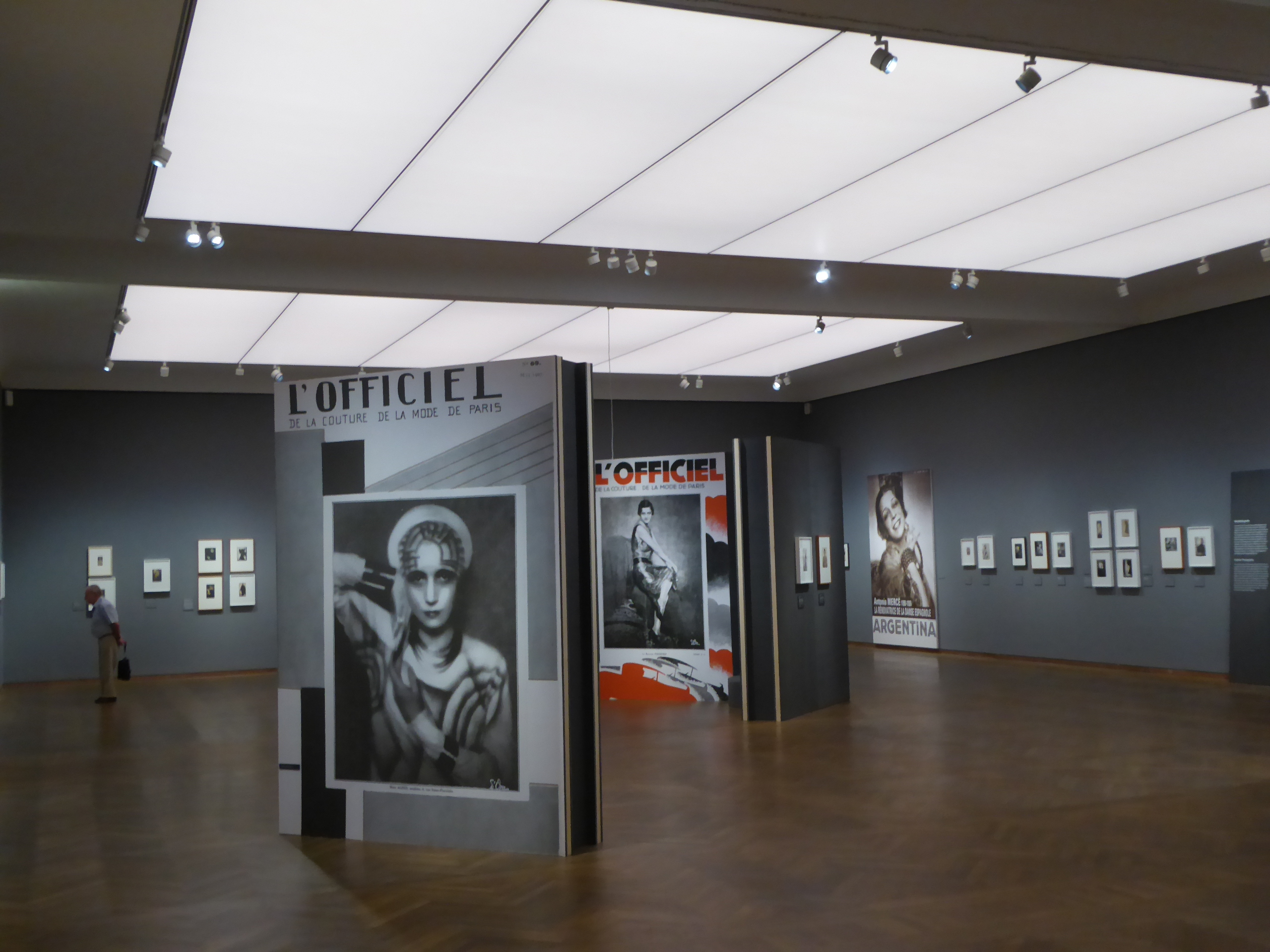
Výstava ve Vídni (Leopold Museum), 2018

Aby získala zkušenosti, učila se fotografování a retuši od roku 1906 u Nicoly Perscheida a o rok později si otevřela pod uměleckých jménem Madame d’Ora společně s Arthurem Bendou ateliér d’Ora v prvním vídeňském okrese. Pořizovala portréty „neznámých“ lidí, proslavila se ale především portrétováním vídeňských umělců a intelektuálů. Fotografovala tyto osobnosti: Alma Mahler-Werfel, Arthur Schnitzler, Anna Pawlowa, Gustav Klimt, Emilie Flöge, Marie Gutheil-Schoder, Pablo Casals, Berta Zuckerkandl-Szeps a Anita Berber.
Roku 1916 fotografovala korunovaci Karla I. na uherského krále a zhotovila sérii portrétů celé císařské rodiny. Byla stále úspěšnější doma i v zahraničí, od roku 1917 fotografovala módu.
Roku 1927 předala ateliér Bendovi a odešla do Paříže, kde už dva roky provozovala svůj vlastní fotoateliér. V Paříži se proslavila jako společenská a umělecká fotografka a stala se hlavní fotografkou herce a zpěváka Maurice Chevaliera. Pořizovala i snímky těchto osobností: Josephine Bakerová, Tamara de Lempicka, Fritzi Massary a Coco Chanel. Pokračovala i v práci módní fotografky, mezi jinými i pro časopisy Die Dame, Madame a Officiel de la Couture et de la Mode a velké pařížské módní domy jako Rochas, Patou, Lanvin a Chanel.
Začátek druhé světové války znamenal konec společenské fotografky Madame d’Ora. Roku 1940 při vstupu německých vojsk do Francie spěšně opustila svůj ateliér a ukrývala se jako uprchlík na statku a v klášteře v Ardèche v jižní Francii. Její sestra, s níž žila v Paříži, byla deportována a zavražděna. Madame d’Ora se teprve roku 1946 vrátila do Rakouska, fotografovala uprchlické tábory a zničenou Vídeň. Ačkoli se vrátila ke společenské fotografii a vytvořila portréty například Somerset Maugham, Yehudi Menuhin a Marc Chagall, v jejím pozdním díle se nachází i tzv. „jateční série“. Tyto snímky ukazují v drastických barvách např. koňská embrya v popelnici, zabité zajíce či stažená jehňata.
Následkem autonehody roku 1959 ztratila paměť. Poslední léta života strávila u přítelkyně své zavražděné sestry Anny v rakouském městě Frohnleiten, kde roku 1963 zemřela.

## Dílo
Mezi lety 1907-1927 vytvořila kolem 90 000 fotografií. Jejich velká část se dnes nalézá v majetku obrazového archivu Rakouské národní knihovny ve Vídni (Bildarchiv und Theatersammlung) a Muzea umění a živností v Hamburku (Museum für Kunst und Gewerbe).

## Výstavy
- 2012/13: Vienna's Shooting Girls – Jüdische Fotografinnen aus Wien, Jewish Museum Vienna, Rakousko[6]
- 2018: Madame d’Ora. Machen Sie mich schön!, Leopold Museum, Vídeň, Rakousko[7]
- 2019/20: Der große Bruch: d'Oras Spätwerk, GrazMuseum, Graz, Rakousko[8]

## Vyznamenání
Císařsko-královská fotografická společnost přijala Madame d’Ora roku 1905 za člena jako první ženu.